# 柏崎桃子
柏崎 桃子（かしわざき ももこ、1979年7月31日 - ）は、日本のお笑い芸人である。
本名同じ。栃木県真岡市出身。かつてSHUプロモーション、石井光三オフィスに所属していた。愛称はももち。血液型A型。身長165cm、体重93キロ、

## 人物
第一種普通自動車免許・介護福祉士資格所持。作新学院高等学校美術デザイン科中途退学。高等学校在学時、17歳で妊娠、18歳で男児を出産。24歳で離婚後、シングルマザーとして女手ひとつで息子を育てている。息子が軽度発達障害であることから、当時の育児の苦悩エピソードを自身が開設したブログにて現在子育てをしている母親にも知ってもらいたいという思いを込めて発信している。
26歳でヘルパー2級の資格を取得。受験資格である3年の実務経験を得てストレートで介護福祉士の資格を取得する。その後、勤務先である施設にものまねタレントの坂本冬休みが震災後の慰問で訪れた際、その芸風に衝撃を受け芸人を目指すことを決意したという。
その後、介護福祉士として働き続けながら、2014年に芸人を目指し上京。同年5月に、石井光三オフィスに所属し、“介護士兼シングルマザー兼芸人”として数々のバラエティやダイエット企画に挑戦している。

## 出演

### 舞台
- サイコメ；ステージ （2016年3月、新宿村LIVE）ボブ役

### テレビ
- DIET VILLAGE/ダイエット・ヴィレッジ（2014年、日本テレビ）
- 月曜から夜ふかし（2015年、日本テレビ）
- 直撃!コロシアム!! ズバッと!TV（2016年、TBSテレビ）
- プロデューサーK（2016年、共同テレビジョン）
- ザ・ノンフィクション「コンプレックスな私」（2016年、フジテレビジョン）
- 好きか嫌いか言う時間（2016年、TBSテレビ）

### インターネット
- FLESH　BLOG ON AIR#5（AbemaTV）
- 芸能（秘）チャンネル（AbemaTV）
- AbemaPrime（木曜ゲスト、AvemaTV）
- あっぱーずTV（ニコニコ生放送）